# Jacob Christian Schäffer
Pour les articles homonymes, voir Schäffer.
Jacob (ou Jakob) Christian Schäffer (ou Schäffern) est un enseignant, botaniste, mycologue, entomologiste, ornithologue et inventeur allemand, né le 30 mai 1718 à Querfurt et mort le 5 janvier 1790 à Ratisbonne.

## Biographie
De 1736 à 1738, il effectue des études de théologie à l’université de Halle avant de venir enseigner à Ratisbonne. En 1760, l’université de Wittenberg lui donne un titre de docteur en philosophie et 1763 l’université de Tübingen un titre de docteur en théologie. En 1779, il devient surintendant de la municipalité protestante et pasteur à Ratisbonne.
Il fait paraître en 1759, Erleichterte Artzney-Kräuterwissenschaft, un manuel de botanique et des effets des plantes à destinations des médecins et des pharmaciens. De 1762 à 1764, il fait paraître les quatre volumes richement illustrés de son œuvre mycologique, Natürlich ausgemahlten Abbildungen baierischer und pfälzischer Schwämme, welche um Regensburg wachsen. En 1774, il fait paraître Elementa Ornithologica où il propose un système de classification des oiseaux basé sur la structure de leurs pattes, l'ouvrage est suivi par Museum Ornithologicum en 1789 où il décrit les oiseaux de sa collection. En 1779, il fait paraître les trois volumes des Icones insectorum circa ratisbonam indigenorum coloribus naturam referentibus expressae, comprenant 280 planches gravées sur cuivre et coloriées à la main, illustrant environ 3 000 insectes. En 1789, il fait paraître une introduction à l’entomologie sous le titre de Elementa entomologica.
Schäffer organise un riche cabinet de curiosités, le Museum Schaefferianum, ouvert au public et que Goethe (1749-1832) visite en 1786 lors d'un voyage qui le conduit en Italie. Il fait partie de nombreuses sociétés savantes comme celles de Göttingen, Mannheim, Saint-Pétersbourg, Londres, Uppsala, etc. Il est membre correspondant de l’Académie des sciences de Paris et rejoint, en 1757, la Kaiserlich-Carolinische Akademie der Naturforscher et deux ans plus tard participe à la fondation de la Bayerischen Akademie der Wissenschaften. Schäffer entretient une correspondance avec de nombreux naturalistes de son temps comme Carl von Linné (1707-1778) ou René-Antoine Ferchault de Réaumur (1683-1757).
L’histoire naturelle n’est pas le seul domaine qui l’intéresse. Il fait des expériences sur l’électricité, les couleurs, l’optique (il reste d’ailleurs célèbre pour sa fabrication de prismes et de lentilles). Il invente la première machine à laver, sur laquelle il publie en 1767 Die bequeme und höchstvortheilhafte Waschmaschine,  ainsi que d’autres appareils comme une scie, des fours, etc. L’industrie papetière l’intéresse aussi et fait paraître de 1765 à 1771, le résultat de ses observations et de ses expériences dans Versuche und Muster, ohne alle Lumpen oder doch mit einem geringen Zusatze derselben, Papier zu machen. Il expérimente notamment la fabrication de papier à partir des végétaux variés comme le peuplier, la mousse, le houblon, etc., sans pour autant que ces tentatives soient utilisées par les fabricants de pâtes à papier.

## Source
- (de) Cet article est partiellement ou en totalité issu de l’article de Wikipédia en allemand intitulé « Jacob Christian Schäffer » (voir la liste des auteurs).
- (en) Geoffrey Fryer, « Jacob Christian Schäffer FRS, a versatile eighteenth-century naturalist, and his remarkable pioneering researches on microscopic crustaceans », Notes and records of the Royal Society of London, Angleterre, vol. 62, no 2,‎ juin 2008, p. 167–85 (ISSN 0035-9149, PMID 19069000, DOI 10.1098/rsnr.2007.0031)
- Eckart Roloff: Jacob Christian Schäffer. Der Regensburger Humboldt wird zum Pionier für Waschmaschinen, Pilze und Papier. In: Eckart Roloff: Göttliche Geistesblitze. Pfarrer und Priester als Erfinder und Entdecker. Wiley-VCH, Weinheim 2010, p. 159-182,  (ISBN 978-3-527-32578-8). 2. édition 2012 (Paperback)  (ISBN 978-3-527-32864-2)
- Eckart Roloff: Geistliche mit Geistesblitzen. (Sur Jacob Christian Schäffer et Claude Chappe.) In: Kultur und Technik. Das Magazin aus dem Deutschen Museum. Nr. 3/2012, p. 48-51, ISSN 0344-5690